# جوليوس (جون) موراي بارتلز
كان جون موراي بارتلز (الذي وُلد باسم جوليوس موراي بارتلز؛ 15 يوليو 1871 - 5 أكتوبر 1944) تاجرًا ومزادًا للطوابع البريدية النادرة في مدينة نيويورك. كما عُرف بمعرفته الواسعة بالقرطاسية البريدية الأمريكية.

## العائلة
وُلِد بارثيلز في وارنتون، مقاطعة فوكير، بولاية فرجينيا، وهو واحد من ستة أشقاء تقريبًا لهيرمان فريدريش بارثيلز وسالي إينيس بارثيلز. وُلد والده في ألمانيا.

## هواية جمع قرطاسية البريد
كان بارتلز مهتمًا بشكل أساسي بالقرطاسية البريدية الأمريكية، وأصبح خبيرًا فيها. نشر نتائج دراساته في فهرس وقائمة مراجع شركة ج. م. بارتلز وشركاه للمظاريف والأغلفة وأوراق الرسائل عام 1897، وفي عدة طبعات من كتاب "مظاريف الولايات المتحدة" بين عامي 1910 و1938.
في عام 1943، نشر مجموعة من مجلدين عن المظاريف والأغلفة المختومة. كما نشر مؤلفات في مجال طوابع البريد حول مواضيع أخرى، مثل "طوابع بريد الفلبين" (شارك في تأليفه ف. أ. فوستر وف. ل. بالمر، عام 1904)، و"قائمة بارتلز لطوابع منطقة القناة"، عامي 1906 و1908، و"جزر فيرجن الأمريكية" (شارك في تأليفه بيرترام ويليام هنري بول) عام 1917.

## النشاط الطوابعي
أجرى بارتلز 337 مزادًا للطوابع البريدية. ومن أهم مبيعاته أجزاء من مجموعات كلارنس إيجل وآرثر هند الفائز بجائزة.

## التكريم
تم ترشيح بارتلز لقاعة المشاهير التابعة للجمعية الأمريكية لهواة جمع الطوابع في عام 1946.

## الإرث
واصل بريسكوت هولدن ثورب العمل مع بارتلز من خلال نشر إصدارات فهرس "ثورب-بارتلز".